# Cartignies

Cartignies este o comună în departamentul Nord, Franța. În 1 ianuarie 2022 avea o populație de 1.234 de locuitori.